# Plataspidae
Plataspidae o Plataspididae Dallas, 1851, è una famiglia di insetti dell'ordine Rhynchota Heteroptera, compresa nella superfamiglia dei Pentatomoidea. Comprende circa 530 specie distribuite in tutto il mondo.

## Descrizione
Per il loro aspetto, i Plataspidi possono essere facilmente scambiati per Coleotteri. Il corpo è compatto, dal profilo ovoidale e con il dorso fortemente convesso, fino ad assumere una forma quasi emisferica. Le livree sono spesso brillanti, con colori variabili e iridescenti.
Il capo è piccolo, breve e appiattito, carenato lateralmente, con occhi prominenti e antenne di 5 segmenti. Il rostro è composto da 4 segmenti.
Il torace presenta un pronoto ben sviluppato, convesso e di profilo subtrapezoidale. L'elemento morfologico più evidente è il notevole sviluppo del mesoscutello: questi si presenta fortemente convesso e sviluppato, sia lateralmente sia posteriormente, fino a ricoprire completamente, o quasi, le ali e l'addome, lasciando sporgere, al massimo, il margine esterno del corio. Le zampe hanno tarsi biarticolati.

## Biologia
I Plataspidi sono insetti fitofagi, spesso associati a piante erbacee o arbustive della famiglia delle Leguminose. Non mancano comunque specie che si nutrono a spese di piante di altre famiglie, come Graminacee, Solanacee, Euforbiacee, ecc.. In Italia è abbastanza comune la specie Coptosoma scutellatum, associata alla leguminosa spontanea Coronilla emerus.
Alcune specie sono di interesse agrario in Asia, per i danni causati a coltivazioni di soia, canna da zucchero, riso e batata.

## Distribuzione
La famiglia è diffusa principalmente nelle regioni tropicali dell'Asia e dell'Oceania. In Europa sono presenti solo quattro specie, tutte appartenenti al genere Coptosoma.

## Sistematica

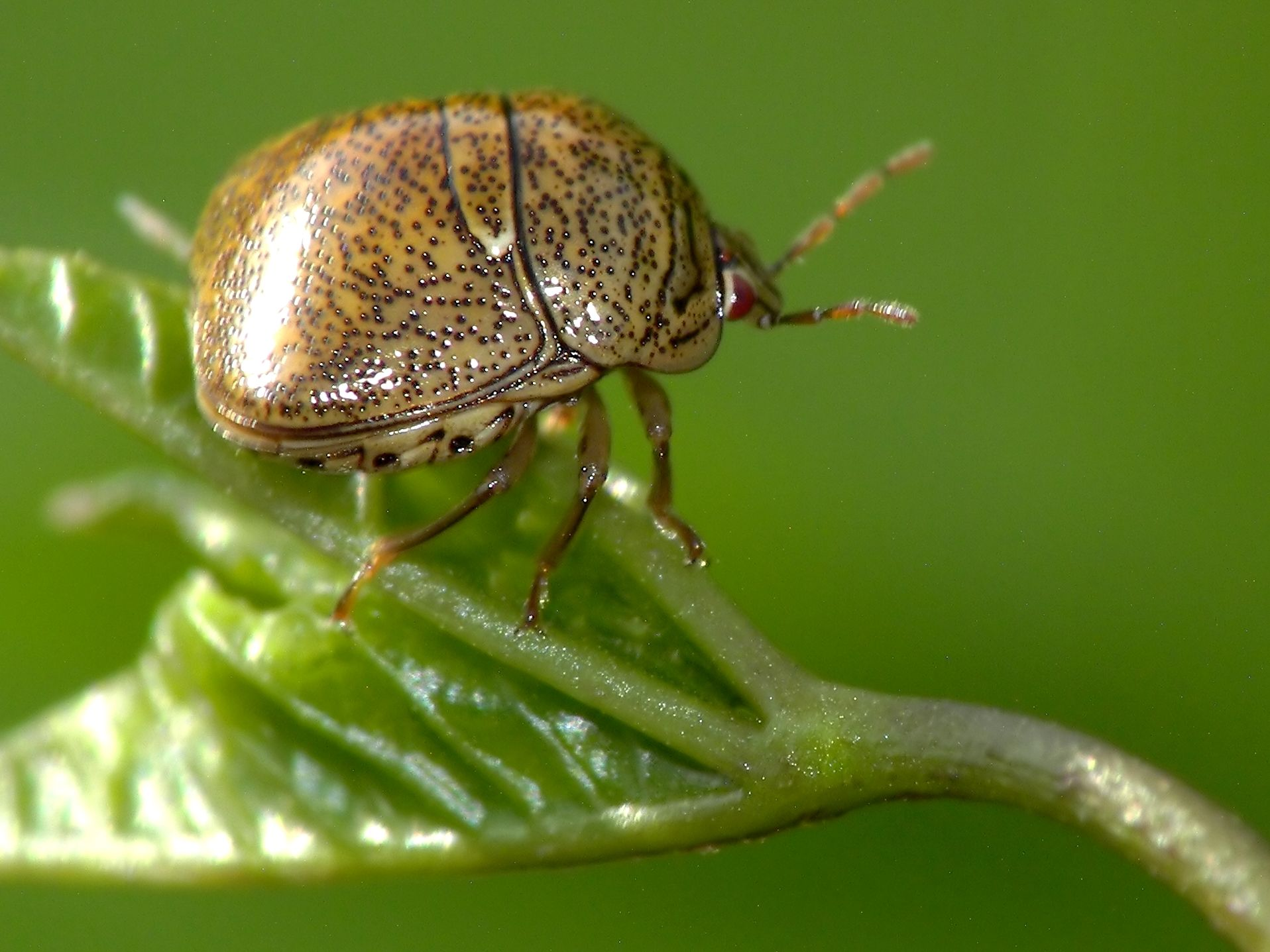
Megacopta cribraria.

La famiglia comprende circa 530 specie ripartite fra 56 generi. L'inquadramento sistematico di questo raggruppamento ha subito diversi rimaneggiamenti. Inizialmente proposta come famiglia (DALLAS, 1851), fu da STÅL (1865) inclusa come sottofamiglia nei Pentatomidae. Il rango di sottofamiglia fu adottato per decenni, ma attualmente la maggior parte degli studiosi degli Eterotteri considera i Plataspidi una famiglia distinta dai Pentatomidi.
La suddivisione interna non è condivisa da tutti gli Autori, ma RIDER, uno dei maggiori contributori alla definizione della sistematica dei Pentatomoidei, suddivide la famiglia in due sottofamiglie, denominate rispettivamente Brachyplatidinae e Plataspidinae.